# Платиновые монеты
Пла́тиновые моне́ты — монеты, изготовленные из платины, в настоящее время выпускают для коллекционных и инвестиционных целей.
Впервые в мире официально для обращения платиновые монеты были отчеканены в России при Николае I и находились в обороте с 1828 по 1845 год. Это был первый и единственный случай, когда платиновые монеты находились в регулярном обращении — больше ни одна страна не позволяла себе такой «роскоши». Купечество ценило платиновую монету, потому что она не плавилась во время пожаров, как золотая или серебряная монета.
Вновь к чеканке платиновых монет в России вернулись только через 130 лет. В 1977—1980 годах в рамках подготовки к Олимпиаде в Москве было отчеканено пять памятных монет, а начиная с 1988 года юбилейные платиновые монеты выпускались в СССР ежегодно. Практика выпуска монет из платины была продолжена и в современной России. В общей сложности, с 1992 года Центральный банк России выпустил 16 типов платиновых монет.
Начиная со второй половины XX столетия, платиновые монеты регулярно чеканятся и другими государствами. Среди них наибольшие тиражи приходятся на серию «Американский платиновый орёл» США, которую без перерывов чеканят с 1997 года. Также среди коллекционеров и инвесторов достаточно известны «Платиновый кленовый лист» Канады, «Платиновая панда» Китая, «Платиновый коала» Австралии и другие.

## Первые попытки использовать платину в качестве монетного металла
Впервые в мире платина была использована для чеканки монет в испанской Америке. После обнаружения платины в золотосодержащих породах испанцы долгое время не могли найти ей применение, поскольку не имели технологий по обработке этого металла. Дешёвая тогда платина стала использоваться для различного рода мошенничеств, необработанную платину выдавали за более дорогое серебро, а после обнаружения способности платины сплавляться с золотом фальшивомонетчики стали добавлять её в сплав, использовавшийся для чеканки монет. После выявления нарушений закона, в 1735 году в соответствии с королевским указом всю добытую платину затапливали в море. Позже практика добавления платины в виде лигатуры к золоту была перенята официальными властями в Испании с целью понижения золотого содержания монеты.
В конце 20-х годов XIX века в Великобритании в рамках экспериментов по использованию платины в монетной чеканке был изготовлен ряд пробных монет из этого металла. Одна из таких монет имеет диаметр фартинга и слабый прочекан на легенде из-за твёрдости платины. Для аверса был использован штемпель токена 9 пенсов Банка Англии 1812 года, для реверса — штемпель фартинга 1825 года. Монеты, отчеканенные штемпелями для чеканки разных монет, имеют в английской нумизматике термин «мул» (англ. mule). На монете стоит дата 1825 год, но отчеканена она, вероятнее всего, чуть позже указанной даты. Как и все пробные монеты, этот фартинг имеет высокую историческую и нумизматическую ценность. Также эта монета интересна фактом размещения на ней портрета уже умершего на момент чеканки монарха Георга III, с 1820 года Великобританией правил Георг IV.

## Платина Николая I
| Полный годовой комплект из трёх платиновых монет 1839 года | Полный годовой комплект из трёх платиновых монет 1839 года | Полный годовой комплект из трёх платиновых монет 1839 года |
| ---------------------------------------------------------- | ---------------------------------------------------------- | ---------------------------------------------------------- |
|                                                            |                                                            |                                                            |
|                                                            |                                                            |                                                            |
| дата подписания именного указа                             |                                                            |                                                            |
| 12 сентября 1830                                           | 30 ноября 1829                                             | 24 апреля 1828                                             |
| масса монеты, г                                            |                                                            |                                                            |
| 41,41                                                      | 20,71                                                      | 10,35                                                      |

Первые в мире официальные платиновые монеты для обращения были выпущены и находились в обороте в Российской империи с 1828 по 1845 год. Выбор металла для изготовления монет объясняется тем, что в 1819 году был открыт «новый сибирский металл» — платина. Сначала попадались лишь отдельные вкрапления металла в породе, но во второй половине 1824 года были найдены богатые россыпи платины и в 1825 году началась её добыча.
Эти открытия побудили Демидова начать поиски платины в окрестностях принадлежавших ему Нижнетагильских заводов, где она была найдена в россыпи на реке Сухо-Висим. Добыча платины обходилась очень дёшево.

В конце 1826 года обер-пробирер Соединённой лаборатории П. Г. Соболевский (родоначальник порошковой металлургии) изобрёл простой, лёгкий и удобный способ обработки (очистки) платины. Открытие Соболевского натолкнуло на мысль употребить платину для чеканки монет. В указе от 24 апреля 1828 года отмечалось, что 
между сокровищами хребта Уральских гор открыта и платина, которая пред сим находилась почти исключительно в Южной Америке. Для удобнейшего сбыта сего драгоценного металла желательно ввести употребление онаго для монет.
 К указу от 24 апреля 1828 года было приложено и «Описание новой монеты из платины».
Чеканка началась с трёхрублёвиков. Первая отчеканенная монета была послана Гумбольдту (после кончины учёного первый платиновый трёхрублёвик был куплен императором Александром II и в 1859 году эта монета вернулась в Россию, сейчас она экспонируется в коллекции монет Эрмитажа). В 1829 году «были учреждены платиновые дуплоны» (шестирублёвики), а в 1830 году — «квадрупли» (двенадцатирублёвики). Трёхрублевиков было отчеканено 1 371 691 штука, шестирублёвиков — 14 847 штук и двенадцатирублёвиков — 3474 штуки.
Выбор номиналов объяснялся несколькими причинами. Первая — для чеканки платиновых монет использовались те же формы, что и для чеканки серебряной монеты. Вторая причина состояла в том, что платина в тот момент была приблизительно в 6 раз дороже серебра и, наконец, удельный вес платины приблизительно в два раза больше, чем удельный вес серебра. Таким образом, платиновые три рубля, по форме и диаметру совпадавшие с 25 копейками серебром, имели вес в два раза и, следовательно, стоимость в 12 раз больше, чем аналогичная монета из серебра. Шестирублёвая монета была в 12 раз дороже полтинника, поэтому надпись на ней гласит «6 рублей на серебро», а для изготовления двенадцатирублёвиков использовались рублёвые формы.
Монета из платины в три рубля... имеет... на одной стороне: государственный герб, а на другой слова: «3 рубля на серебро, год и буквы: С. П. Б., а вокруг слова: «2 зол. 41 дол. чистой уральской платины». Гурт зубчатый… Цена платины в новой монете соображена против сведений о сложных ценах сего металла в Европе и затем принята, примерно, впятеро против чистого серебра. Как монета трёхрублёвая из платины имеет величину ровно против серебряного двадцатипятикопеечника, а вес её равен с лигатурным серебряным полтинником, то весьма легко оную распознать.
Для чеканки монет использовалась самородная уральская платина, не очищенная от примеси сопутствующих металлов (иридия, палладия и других), поэтому надпись на реверсе таких монет «…чистой уральской платины» следует понимать только как свидетельство об отсутствии в металле легирующих присадок.
В 1845 году появилось опасение, «что вследствие понижения цены на платину появится большое количество поддельной платиновой монеты». Поэтому 22 июня 1845 года «для приведения нашей монетной системы в совершенную стройность» было признано «за благо прекратить вовсе чекан платиновой монеты», и в течение 6 месяцев платиновые монеты были изъяты из обращения (на руках у населения их осталось на сумму 883 212 рубля).
| Год    | 12 рублей | 6 рублей | 3 рубля   | Всего     |
| Год    | в рублях  | в рублях | в рублях  | в рублях  |
| ------ | --------- | -------- | --------- | --------- |
| 1828   | —         | —        | 60 069    | 60 069    |
| 1829   | —         | 4968     | 130 347   | 135 315   |
| 1830   | 1428      | 51 660   | 318 078   | 371 166   |
| 1831   | 17 556    | 16 704   | 259 500   | 293 760   |
| 1832   | 13 224    | 9012     | 197 301   | 219 537   |
| 1833   | 3060      | 1812     | 253 620   | 258 492   |
| 1834   | 132       | 66       | 272 916   | 273 114   |
| 1835   | 1524      | 642      | 415 512   | 417 678   |
| 1836   | 132       | 66       | 131 256   | 131 454   |
| 1837   | 636       | 1518     | 138 909   | 141 063   |
| 1838   | 144       | 72       | 145 536   | 145 752   |
| 1839   | 24        | 12       | 6         | 42        |
| 1840   | 12        | 6        | 3         | 21        |
| 1841   | 900       | 1020     | 50 763    | 52 683    |
| 1842   | 1380      | 726      | 436 734   | 438 840   |
| 1843   | 1464      | 762      | 517 005   | 519 231   |
| 1844   | 48        | 24       | 643 512   | 643 584   |
| 1845   | 24        | 12       | 15 006    | 15 042    |
| ВСЕГО: | 41 688    | 89 082   | 4 121 073 | 4 251 843 |

C 1846 года чеканка платиновой монеты не производилась, хотя к этому времени было добыто около 2000 пудов (32 000 кг) платины, половина из которой (14 669 кг) была перечеканена в монету. В 1846—1847 годах добычи платины не было, в дальнейшем она производилась в ничтожных размерах.
Вся платина, скопившаяся на Петербургском монетном дворе в количестве до 32 тонн, как в виде монеты, так и в необработанном виде, была продана английской фирме Джонсон, Маттэ и Ко. В результате Англия, которая не добывала ни одного грамма платины, долго была в этой отрасли монополистом.
Есть несколько версий прекращения чеканки платиновых монет в России. В XIX веке платина добывалась только в России и в Колумбии, поэтому значение международных денег приобрести не могла. Определённую роль сыграла и традиция: в течение тысячи лет платины среди монетных металлов не было, люди к ней относились с осторожностью, опасаясь, что при выявлении месторождений платины в других странах она может обесцениться.
Были и другие причины прекращения чеканки платиновых монет. Одна из них — сравнительная невыгодность чеканки для монетного двора, ибо затраты на изготовление трёхрублёвой монеты составляли (кроме стоимости металла) 98 копеек, или 33 копейки на один рубль, в то время как чеканка золотой монеты обходилась меньше копейки на один рубль.
В 1859 году в России опять подняли вопрос о чеканке монет из платины. К подготовке предложений и изучению проблемы был привлечён академик Б. С. Якоби. В результате в 1860 году был опубликованный труд «О платине и употреблении её в виде монет». Несмотря на все усилия академика Б. С. Якоби, его предложения приняты не были и чеканка платиновый монеты так и не возобновилась.
После 1846 года ни одна страна не позволяла себе «роскоши» вводить в обращение платиновые монеты. Хотя в оправдание легкомыслия российского правительства можно всё же сказать, что в XIX веке платина не была ещё такой дорогой и стоила в 2,5 раза дешевле золота.
В настоящее время платиновые монеты Российской империи, хотя и выставляются регулярно на нумизматических аукционах, достаточно редки. Особенно редки монеты 1839—1840 годов, когда было отчеканено по две (1839 год) и по одной (1840 год) монете каждого номинала.
На нумизматическом аукционе Объединённого банка Швейцарии (UBS Gold and Silver Auction 50), проходившем осенью 2001 года в Базеле, одна из двух 12 рублёвых монет 1839 года была продана почти за 60,5 тысяч долларов США при стартовой цене лота в 22 тысячи. Комплект 1840 года в своё время был куплен известным нумизматом, графом И. И. Толстым непосредственно у Санкт-Петербургского монетного двора.

## Юбилейные и памятные монеты СССР и России
В Советском Союзе выпуск памятных юбилейных монет из платины производился в период с 1977 по 1991 годы. Всего было выпущено 11 различных монет номиналом 150 рублей. Первый выпуск был приурочен к московской Олимпиаде.
На 75-й сессии международного олимпийского комитета 23 октября 1974 года в Вене было принято решение о проведении Летних Олимпийских игр 1980 года в Москве. В рамках подготовки к играм было решено выпустить памятные монеты. Кроме монет из медно-никелевого сплава, которые были выпущены многомиллионными тиражами (6 монет тиражом по 5-9 млн каждая), Олимпийским играм было посвящено ещё 39 монет из драгоценных металлов. В их число входили 14 серебряных монет достоинством в 5 и 10 рублей (каждая соответственно 16,67 г и 33,3 г серебра 900 пробы), шесть 100-рублёвых монет из золота 900 пробы (17,3 г) и пять монет номиналом 150 рублей из платины 999 пробы.
Платиновые монеты этой серии выпускались в двух вариантах — proof и UNC, причём до 1977 года монетные дворы Гознака не чеканили монеты качества proof (с зеркальным фоном и матированным изображением), и эта техника была освоена специально для изготовления монет олимпийской тематики. Аверс всех монет серии одинаков. Герб СССР занимает центральную часть поля, название государства разбито гербом на две части: «СС» и «СР», внизу расположен, отделённый двойной чертой номинал. Художник изображения и автор лепки С. М. Иванов.
| Олимпиада-80: Эмблема игр | Олимпиада-80: Эмблема игр | Олимпиада-80: Эмблема игр | Олимпиада-80: Эмблема игр | Олимпиада-80: Эмблема игр | Олимпиада-80: Эмблема игр | Олимпиада-80: Эмблема игр | Олимпиада-80: Эмблема игр | Олимпиада-80: Эмблема игр | Олимпиада-80: Эмблема игр |
| --- | ------------------------- | ------------------------- | ------------------------- | ------------------------- | ------------------------- | ------------------------- | ------------------------- | ------------------------- | ------------------------- |
| Дата выпуска | Номинал                   | Качество                  | Металл, проба             | Масса общая, г            | Диаметр, мм               | Тираж (proof), шт.        | Тираж (UNC), шт.          | Аверс                     | Реверс                    |
| 1977 | 150 рублей                | proof/UNC                 | плат. 999/1000            | 15,55                     | 28,6                      | 24 160                    | 9910                      | Аверс                     | Реверс                    |
| Реверс: изображение эмблемы XXII Олимпийских игр на фоне лаврового венка, внизу — год, слева — знак монетного двора, по окружности надпись: «ИГРЫ XXII ОЛИМПИАДЫ. МОСКВА. 1980». Художник: Ермаков В. А. Чеканка: Ленинградский монетный двор (ЛМД).                   |                           |                           |                           |                           |                           |                           |                           |                           |                           |
| Олимпиада-80: Дискобол |                           |                           |                           |                           |                           |                           |                           |                           |                           |
| Дата выпуска | Номинал                   | Качество                  | Металл, проба             | Масса общая, г            | Диаметр, мм               | Тираж (proof), шт.        | Тираж (UNC), шт.          | Аверс                     | Реверс                    |
| 1978 | 150 рублей                | proof/UNC                 | плат. 999/1000            | 15,55                     | 28,6                      | 19 853                    | 13 403                    | Аверс                     | Реверс                    |
| Реверс: изображение дискобола, под ним — знак монетного двора и год, справа — эмблема игр, по окружности надпись: «ИГРЫ XXII ОЛИМПИАДЫ. МОСКВА. 1980». Художник: Ермаков В. А.. Чеканка: Ленинградский монетный двор (ЛМД).                                            |                           |                           |                           |                           |                           |                           |                           |                           |                           |
| Олимпиада-80: Борцы |                           |                           |                           |                           |                           |                           |                           |                           |                           |
| Дата выпуска | Номинал                   | Качество                  | Металл, проба             | Масса общая, г            | Диаметр, мм               | Тираж (proof), шт.        | Тираж (UNC), шт.          | Аверс                     | Реверс                    |
| 1979 | 150 рублей                | proof/UNC                 | плат. 999/1000            | 15,55                     | 28,6                      | 13 578                    | 18 978                    | Аверс                     | Реверс                    |
| Реверс: изображение борцов на фоне античных колонн, между колоннами — эмблема игр, слева под колонной знак монетного двора, внизу год, по окружности надпись: «ИГРЫ XXII ОЛИМПИАДЫ. МОСКВА. 1980». Художник: Ермаков В. А. Чеканка: Ленинградский монетный двор (ЛМД). |                           |                           |                           |                           |                           |                           |                           |                           |                           |
| Олимпиада-80: Квадрига |                           |                           |                           |                           |                           |                           |                           |                           |                           |
| Дата выпуска | Номинал                   | Качество                  | Металл, проба             | Масса общая, г            | Диаметр, мм               | Тираж (proof), шт.        | Тираж (UNC), шт.          | Аверс                     | Реверс                    |
| 1979 | 150 рублей                | proof/UNC                 | плат. 999/1000            | 15,55                     | 28,6                      | 17 078                    | 9728                      | Аверс                     | Реверс                    |
| Реверс: изображение двух античных колесниц (одна над другой), перед верхней — эмблема игр, внизу — знак монетного двора и год, по окружности надпись: «ИГРЫ XXII ОЛИМПИАДЫ. МОСКВА. 1980». Художник: Ермаков В. А. Чеканка: Ленинградский монетный двор (ЛМД).         |                           |                           |                           |                           |                           |                           |                           |                           |                           |
| Олимпиада-80: Бегуны |                           |                           |                           |                           |                           |                           |                           |                           |                           |
| Дата выпуска | Номинал                   | Качество                  | Металл, проба             | Масса общая, г            | Диаметр, мм               | Тираж (proof), шт.        | Тираж (UNC), шт.          | Аверс                     | Реверс                    |
| 1980 | 150 рублей                | proof/UNC                 | плат. 999/1000            | 15,55                     | 28,6                      | 12 870                    | 7820                      | Аверс                     | Реверс                    |
| Реверс: изображение двух античных соревнующихся бегунов, перед ними — эмблема игр, внизу — нак монетного двора и год, по окружности надпись: «ИГРЫ XXII ОЛИМПИАДЫ. МОСКВА. 1980». Художник: Ермаков В. А. Чеканка: Ленинградский монетный двор (ЛМД).                  |                           |                           |                           |                           |                           |                           |                           |                           |                           |

Тиражи олимпийских платиновых монет (около 20—35 тыс. шт. каждого типа) были достаточно большими. Для сравнения, платиновые монеты России из серии «Русский балет» в 1993 году выходили уже тиражом 750 штук. Несмотря на это, в России их осталось достаточно мало. По крайней мере, найти на московском нумизматическом рынке полный олимпийский платиновый комплект не совсем просто. Отчасти это объясняется тем, что большое количество монет было вывезено советскими эмигрантами после Олимпиады-80 за границу и осело в нумизматических магазинах Америки, Европы и Израиля.
С 1977 года памятные юбилейные монеты выпускаются ежегодно, однако, после олимпийской серии к чеканке платиновых монет в СССР вернулись только в 1988 году. 13 сентября 1988 года была выпущена серия «1000-летие древнерусской монетной чеканки, литературы, зодчества, крещения Руси». Серия состояла из двух серебряных монет номиналом 3 рубля («Софийский собор в Киеве» и «Сребреник Владимира»), двух золотых монет «Софийский собор в Новгороде» и «Златник Владимира» номиналом 50 и 100 рублей, соответственно, а также платиновой монеты в 150 рублей «Слово о полку Игореве» и палладиевой монеты в 25 рублей «Памятник князю Владимиру Святославичу». В 1988 г. на Международной нумизматической конвенции в Базеле её
признали лучшей серией монет этого года в мире и она получила главный приз за качество изготовления. Последующие выпуски исторических серий включали в себя в частности «500-летию единого Русского государства» (3 платиновые монеты) и «250-летие открытия Русской Америки». На аверсе, созданном А. В. Баклановым, расположены герб СССР, под ним название государства СССР, внизу по бокам, отделённые от верхней части поля чёрточками, знак монетного двора (справа), проба и масса чистого металла (слева) В нижней части поля монеты указан номинал в две строки 150 / рублей, внизу год.
| Серия: 1000-летие древнерусской монетной чеканки, литературы, зодчества, крещения Руси. Слово о полку Игореве | Серия: 1000-летие древнерусской монетной чеканки, литературы, зодчества, крещения Руси. Слово о полку Игореве | Серия: 1000-летие древнерусской монетной чеканки, литературы, зодчества, крещения Руси. Слово о полку Игореве | Серия: 1000-летие древнерусской монетной чеканки, литературы, зодчества, крещения Руси. Слово о полку Игореве | Серия: 1000-летие древнерусской монетной чеканки, литературы, зодчества, крещения Руси. Слово о полку Игореве | Серия: 1000-летие древнерусской монетной чеканки, литературы, зодчества, крещения Руси. Слово о полку Игореве | Серия: 1000-летие древнерусской монетной чеканки, литературы, зодчества, крещения Руси. Слово о полку Игореве | Серия: 1000-летие древнерусской монетной чеканки, литературы, зодчества, крещения Руси. Слово о полку Игореве | Серия: 1000-летие древнерусской монетной чеканки, литературы, зодчества, крещения Руси. Слово о полку Игореве | Серия: 1000-летие древнерусской монетной чеканки, литературы, зодчества, крещения Руси. Слово о полку Игореве |
| --- | --- | --- | --- | --- | --- | --- | --- | --- | --- |
| Дата выпуска | Номинал | Качество | Металл, проба                                                                                                 | Масса общая, г                                                                                                | Масса чистого металла, не менее, г                                                                            | Диаметр, мм                                                                                                   | Тираж, шт. | Аверс | Реверс |
| 1988 | 150 рублей | proof | плат. 999/1000                                                                                                | 15,56557 | 15,55 | 28,6 | 16 000 | Аверс | Реверс |
| Реверс: на переднем плане изображение писца в келье за работой, на заднем плане — конное войско на марше. По окружности надпись сверху вокруг рисунка «1000-летие древнерусской литературы», внизу под рисунком «Слово о полку Игореве 1185 г.». Художник: А. В. Бакланов. Чеканка: Ленинградский монетный двор (ЛМД). | | | | | | | | | |
| Серия: 500-летие единого русского государства. Стояние на Угре | | | | | | | | | |
| Дата выпуска | Номинал | Качество | Металл, проба                                                                                                 | Масса общая, г                                                                                                | Масса чистого металла, не менее, г                                                                            | Диаметр, мм                                                                                                   | Тираж, шт. | Аверс | Реверс |
| 1989 | 150 рублей | proof | плат. 999/1000                                                                                                | 15,56557 | 15,55 | 28,6 | 16 000 | Аверс | Реверс |
| Реверс: изображение двух конных армий, расположенных по две стороны от реки, вокруг изображения по краю надпись «500-летие единого Русского государства», внизу надпись «СТОЯНИЕ НА УГРЕ— 1480 г.». Художник: А. В. Бакланов. Чеканка: Ленинградский монетный двор (ЛМД).                                              | | | | | | | | | |
| Серия: 500-летие единого русского государства. Полтавская битва | | | | | | | | | |
| Дата выпуска | Номинал | Качество | Металл, проба                                                                                                 | Масса общая, г                                                                                                | Масса чистого металла, не менее, г                                                                            | Диаметр, мм                                                                                                   | Тираж, шт. | Аверс | Реверс |
| 1990 | 150 рублей | proof | плат. 999/1000                                                                                                | 15,56557 | 15,55 | 28,6 | 16 000 | Аверс | Реверс |
| Реверс: русская кавалерия в момент наступления на шведские войска, вокруг изображения по краю надпись «500-летие единого Русского государства», внизу надпись «Полтавская битва — 1709 г.». Художник: А. В. Бакланов. Чеканка: Ленинградский монетный двор (ЛМД).                                                      | | | | | | | | | |
| Серия: 250 лет открытия Русской Америки. Бот «Святой Гавриил» | | | | | | | | | |
| Дата выпуска | Номинал | Качество | Металл, проба                                                                                                 | Масса общая, г                                                                                                | Масса чистого металла, не менее, г                                                                            | Диаметр, мм                                                                                                   | Тираж, шт. | Аверс | Реверс |
| 1990 | 150 рублей | proof | плат. 999/1000                                                                                                | 15,56557 | 15,55 | 28,6 | 6500 | Аверс | Реверс |
| Реверс: изображение парусника в волнах, вокруг него надпись «250 ЛЕТ ОТКРЫТИЯ РУССКОЙ АМЕРИКИ», внизу надпись «БОТ СВ.ГАВРИИЛ / М.ГВОЗДЕВ — 1732», разделённая декоративным элементом. Художник: А. В. Бакланов. Чеканка: Ленинградский монетный двор (ЛМД).                                                           | | | | | | | | | |
| Серия: 500-летие единого русского государства. Отечественная война 1812 года | | | | | | | | | |
| Дата выпуска | Номинал | Качество | Металл, проба                                                                                                 | Масса общая, г                                                                                                | Масса чистого металла, не менее, г                                                                            | Диаметр, мм                                                                                                   | Тираж, шт. | Аверс | Реверс |
| 1991 | 150 рублей | proof | плат. 999/1000                                                                                                | 15,56557 | 15,55 | 28,6 | 16 000 | Аверс | Реверс |
| Реверс: в центре обелиск с ангелом, держащим крест, слева от него портрет Наполеона I, справа — Александра I (под портретами имена), вокруг изображения надпись «500-ЛЕТИЕ ЕДИНОГО РУССКОГО ГОСУДАРСТВА», внизу — «ОТЕЧЕСТВЕННАЯ ВОЙНА 1812Г.». Художник: А. В. Бакланов. Чеканка: Ленинградский монетный двор (ЛМД).  | | | | | | | | | |
| Серия: 250-летие открытия Русской Америки. Иоанн Вениаминов | | | | | | | | | |
| Дата выпуска | Номинал | Качество | Металл, проба                                                                                                 | Масса общая, г                                                                                                | Масса чистого металла, не менее, г                                                                            | Диаметр, мм                                                                                                   | Тираж, шт. | Аверс | Реверс |
| 1991 | 150 рублей | proof | плат. 999/1000                                                                                                | 15,56557 | 15,55 | 28,6 | 6500 | Аверс | Реверс |
| Реверс: изображение Ивана Вениаминова в монашеском обличье и с крестом в руке на фоне парусника, вокруг него надпись «250 ЛЕТ ОТКРЫТИЯ РУССКОЙ АМЕРИКИ», внизу надпись «ИОАНН ВЕНИАМИНОВ МИССИОНЕР И ПРОСВЕТИТЕЛЬ». Художник: А. В. Бакланов. Чеканка: Ленинградский монетный двор (ЛМД).                              | | | | | | | | | |

Начиная с 1992 года, в России было выпущено 16 различных монет номиналом 25 (вес 1/10 унции), 50 (1/4 унции) и 150 (1/2 унции) рублей. Платиновые монеты выходили в сериях: «Эпоха просвещения. XVIII век», «Олимпийский век России», «Русский балет», «Географической» и «Исторической» сериях.
С 1996 года выпуск платиновых монет был приостановлен. Последней монетой стали платиновые 150 рублей, посвящённые сражению русских воинов со шведскими рыцарями на Неве в 1240 году.
| Серия: Эпоха просвещения. XVIII век. Чесменское сражение | Серия: Эпоха просвещения. XVIII век. Чесменское сражение | Серия: Эпоха просвещения. XVIII век. Чесменское сражение | Серия: Эпоха просвещения. XVIII век. Чесменское сражение | Серия: Эпоха просвещения. XVIII век. Чесменское сражение | Серия: Эпоха просвещения. XVIII век. Чесменское сражение | Серия: Эпоха просвещения. XVIII век. Чесменское сражение | Серия: Эпоха просвещения. XVIII век. Чесменское сражение | Серия: Эпоха просвещения. XVIII век. Чесменское сражение | Серия: Эпоха просвещения. XVIII век. Чесменское сражение |
| --- | -------------------------------------------------------- | -------------------------------------------------------- | -------------------------------------------------------- | -------------------------------------------------------- | -------------------------------------------------------- | -------------------------------------------------------- | -------------------------------------------------------- | -------------------------------------------------------- | -------------------------------------------------------- |
| Дата выпуска | Каталожный номер                                         | Номинал                                                  | Качество                                                 | Металл, проба                                            | Масса общая, г                                           | Содержание химически чистого металла не менее, г         | Диаметр, мм                                              | Толщина, мм                                              | Тираж, шт.                                               |
| 24.11.1992 | 5318-0001                                                | 150 рублей                                               | proof                                                    | плат. 999/1000                                           | 15,67 (±0,11)                                            | 15,55                                                    | 28,6 (±0,25)                                             | 1,50 (±0,20)                                             | 3000                                                     |
| Аверс: изображение двуглавого орла (художник И. Билибин), по кругу надписи: вверху — «150 РУБЛЕЙ 1992», внизу — «БАНК РОССИИ». В нижней части — обозначение металла, проба сплава, содержание драгоценного металла в чистоте и товарный знак монетного двора. Реверс: изображения трёх парусных судов и шлюпки в момент Чесменского сражения, по окружности — надписи: вверху — «ЭПОХА ПРОСВЕЩЕНИЯ. XVIII в.», внизу — «ЧЕСМЕНСКОЕ СРАЖЕНИЕ». Художник: А. В. Бакланов. Скульптор: И. С. Комшилов. Чеканка: Ленинградский монетный двор (ЛМД). Оформление гурта: 240 рифлений. |                                                          |                                                          |                                                          |                                                          |                                                          |                                                          |                                                          |                                                          |                                                          |
| Серия «Олимпийский век России». Первое участие России в Олимпийских играх |                                                          |                                                          |                                                          |                                                          |                                                          |                                                          |                                                          |                                                          |                                                          |
| Дата выпуска | Каталожный номер                                         | Номинал                                                  | Качество                                                 | Металл, проба                                            | Масса общая, г                                           | Содержание химически чистого металла не менее, г         | Диаметр, мм                                              | Толщина, мм                                              | Тираж, шт.                                               |
| 20.01.1993 | 5316-0001                                                | 50 рублей                                                | proof                                                    | плат. 999/1000                                           | 7,88 (±0,09)                                             | 7,78                                                     | 20,0 (±0,15)                                             | 1,60 (±0,15)                                             | 7500                                                     |
| Аверс: в центре диска — эмблема Банка России (двуглавый орёл художника И. Билибина), под ним: слева — обозначение металла, проба сплава, в центре — товарный знак монетного двора, справа — содержание драгоценного металла в чистоте. По окружности надписи, обрамлённые кругом из точек: вверху — «50 РУБЛЕЙ 1993 г.», внизу — «БАНК РОССИИ». Реверс: в центре — изображение двух наездников — участников II Олимпийских игр от России на фоне Эйфелевой башни, слева от них — эмблема Российского Олимпийского комитета, по окружности надписи: вверху — «ОЛИМПИЙСКИЙ ВЕК РОССИИ», внизу — «ПЕРВОЕ УЧАСТИЕ*ПАРИЖ». Художники: А. В. Бакланов (аверс), Н. А. Носов (реверс). Скульптор: А. В. Бакланов. Чеканка: Ленинградский монетный двор (ЛМД). Оформление гурта: 134 рифления.             |                                                          |                                                          |                                                          |                                                          |                                                          |                                                          |                                                          |                                                          |                                                          |
| Серия «Русский балет». Русский балет (25 руб.) |                                                          |                                                          |                                                          |                                                          |                                                          |                                                          |                                                          |                                                          |                                                          |
| Дата выпуска | Каталожный номер                                         | Номинал                                                  | Качество                                                 | Металл, проба                                            | Масса общая, г                                           | Содержание химически чистого металла не менее, г         | Диаметр, мм                                              | Толщина, мм                                              | Тираж, шт.                                               |
| 19.04.1993 | 5315-0001                                                | 25 рублей                                                | proof                                                    | плат. 999/1000                                           | 3,198 (±0,08)                                            | 3,11                                                     | 16,00 (±0,10)                                            | 1,00 (±0,15)                                             | 750                                                      |
| Аверс: в центре диска — эмблема Банка России (двуглавый орёл художника И. Билибина), под ним: слева — обозначение металла, проба сплава, в центре — товарный знак монетного двора, справа — содержание драгоценного металла в чистоте. По окружности надписи, обрамлённые кругом из точек: вверху — «25 РУБЛЕЙ 1993 г.», внизу — «БАНК РОССИИ». Реверс: в центре — изображение танцующей балерины, слева направо по окружности — надпись: «РУССКИЙ БАЛЕТ». Художник: А. В. Бакланов. Скульптор: Н. А. Носов. Чеканка: Ленинградский монетный двор (ЛМД). Оформление гурта: 111 рифлений. |                                                          |                                                          |                                                          |                                                          |                                                          |                                                          |                                                          |                                                          |                                                          |
| Серия «Русский балет». Русский балет (50 руб.) |                                                          |                                                          |                                                          |                                                          |                                                          |                                                          |                                                          |                                                          |                                                          |
| Дата выпуска | Каталожный номер                                         | Номинал                                                  | Качество                                                 | Металл, проба                                            | Масса общая, г                                           | Содержание химически чистого металла не менее, г         | Диаметр, мм                                              | Толщина, мм                                              | Тираж, шт.                                               |
| 19.04.1993 | 5316-0002                                                | 50 рублей                                                | proof                                                    | плат. 999/1000                                           | 7,88 (±0,09)                                             | 7,78                                                     | 20,0 (±0,15)                                             | 1,60 (±0,15)                                             | 750                                                      |
| Аверс: в центре диска — эмблема Банка России (двуглавый орёл художника И. Билибина), под ним: слева — обозначение металла, проба сплава, в центре — товарный знак монетного двора, справа — содержание драгоценного металла в чистоте. По окружности надписи, обрамлённые кругом из точек: вверху — «50 РУБЛЕЙ 1993 г.», внизу — «БАНК РОССИИ». Реверс: в центре — изображение танцующей балерины, слева направо по окружности — надпись: «РУССКИЙ БАЛЕТ». Художник: А. В. Бакланов. Скульптор: И. С. Комшилов. Чеканка: Ленинградский монетный двор (ЛМД). Оформление гурта: 134 рифления. |                                                          |                                                          |                                                          |                                                          |                                                          |                                                          |                                                          |                                                          |                                                          |
| Серия «Русский балет». Русский балет (150 руб.) |                                                          |                                                          |                                                          |                                                          |                                                          |                                                          |                                                          |                                                          |                                                          |
| Дата выпуска | Каталожный номер                                         | Номинал                                                  | Качество                                                 | Металл, проба                                            | Масса общая, г                                           | Содержание химически чистого металла не менее, г         | Диаметр, мм                                              | Толщина, мм                                              | Тираж, шт.                                               |
| 19.04.1993 | 5318-0002                                                | 150 рублей                                               | proof                                                    | плат. 999/1000                                           | 15,67 (±0,11)                                            | 15,55                                                    | 22,60 (±0,25)                                            | 1,50 (±0,20)                                             | 750                                                      |
| Аверс: в центре диска — эмблема Банка России (двуглавый орёл художника И. Билибина), под ним: слева — обозначение металла, проба сплава, в центре — товарный знак монетного двора, справа — содержание драгоценного металла в чистоте. По окружности надписи, обрамлённые кругом из точек: вверху — «150 РУБЛЕЙ 1993 г.», внизу — «БАНК РОССИИ». Реверс: в центре — изображение танцующей балерины, слева направо по окружности — надпись: «РУССКИЙ БАЛЕТ». Художник и скульптор: А. В. Бакланов. Чеканка: Ленинградский монетный двор (ЛМД). Оформление гурта: 240 рифлений. |                                                          |                                                          |                                                          |                                                          |                                                          |                                                          |                                                          |                                                          |                                                          |
| Географическая серия: Первое русское кругосветное путешествие. Английская набережная в Санкт-Петербурге |                                                          |                                                          |                                                          |                                                          |                                                          |                                                          |                                                          |                                                          |                                                          |
| Дата выпуска | Каталожный номер                                         | Номинал                                                  | Качество                                                 | Металл, проба                                            | Масса общая, г                                           | Содержание химически чистого металла не менее, г         | Диаметр, мм                                              | Толщина, мм                                              | Тираж, шт.                                               |
| 28.04.1993 | 5318-0003                                                | 150 рублей                                               | proof                                                    | плат. 999/1000                                           | 15,67 (±0,11)                                            | 15,55                                                    | 28,60 (±0,25)                                            | 1,50 (±0,20)                                             | 2500                                                     |
| Аверс: в центре диска — эмблема Банка России (двуглавый орёл художника И. Билибина), под ним: слева — обозначение металла, проба сплава, в центре — товарный знак монетного двора., справа — содержание драгоценного металла в чистоте По окружности надписи, обрамлённые кругом из точек: вверху — «150 РУБЛЕЙ 1993 г.», внизу — «БАНК РОССИИ». Реверс: изображение кораблей «Надежда» и «Нева» и двух лодок на фоне дома государственного канцлера России графа Н. П. Румянцева в Санкт-Петербурге на Английской набережной реки Невы. По окружности надписи: вверху — «ПЕРВОЕ РУССКОЕ КРУГОСВЕТНОЕ ПУТЕШЕСТВИЕ 1803 · 1806», внизу — «АНГЛИЙСКАЯ НАБЕРЕЖНАЯ». Художник: А. В. Бакланов. Скульптор: И. С. Комшилов. Чеканка: Ленинградский монетный двор (ЛМД). Оформление гурта: 240 рифлений. |                                                          |                                                          |                                                          |                                                          |                                                          |                                                          |                                                          |                                                          |                                                          |
| Историческая серия: Вклад России в сокровищницу мировой культуры. И. Ф. Стравинский |                                                          |                                                          |                                                          |                                                          |                                                          |                                                          |                                                          |                                                          |                                                          |
| Дата выпуска | Каталожный номер                                         | Номинал                                                  | Качество                                                 | Металл, проба                                            | Масса общая, г                                           | Содержание химически чистого металла не менее, г         | Диаметр, мм                                              | Толщина, мм                                              | Тираж, шт.                                               |
| 13.12.1993 | 5318-0004                                                | 150 рублей                                               | proof                                                    | плат. 999/1000                                           | 15,67 (±0,11)                                            | 15,55                                                    | 28,60 (±0,25)                                            | 1,50 (±0,20)                                             | 3000                                                     |
| Аверс: в центре диска — эмблема Банка России (двуглавый орёл художника И. Билибина), под ним: слева — обозначение металла, проба сплава, в центре — товарный знак монетного двора, справа — содержание драгоценного металла в чистоте. По окружности надписи, обрамлённые кругом из точек: вверху — «150 РУБЛЕЙ 1993 г.», внизу — «БАНК РОССИИ». Реверс: изображение И. Ф. Стравинского на фоне сцены из балета «Петрушка», слева от него — лира и лавровая ветвь, по окружности надписи: вверху — «РОССИЯ И МИРОВАЯ КУЛЬТУРА», внизу — «И. Ф. СТРАВИНСКИЙ». Художник и скульптор: А. В. Бакланов. Чеканка: Ленинградский монетный двор (ЛМД). Оформление гурта: 240 рифлений. |                                                          |                                                          |                                                          |                                                          |                                                          |                                                          |                                                          |                                                          |                                                          |
| Серия «Русский балет». Русский балет (25 руб. 1994) |                                                          |                                                          |                                                          |                                                          |                                                          |                                                          |                                                          |                                                          |                                                          |
| Дата выпуска | Каталожный номер                                         | Номинал                                                  | Качество                                                 | Металл, проба                                            | Масса общая, г                                           | Содержание химически чистого металла не менее, г         | Диаметр, мм                                              | Толщина, мм                                              | Тираж, шт.                                               |
| 07.06.1994 | 5315-0002                                                | 25 рублей                                                | proof                                                    | плат. 999/1000                                           | 3,198 (±0,08)                                            | 3,11                                                     | 16,00 (±0,10)                                            | 1,00 (±0,15)                                             | 900                                                      |
| Аверс: изображение двуглавого орла (художник И. Билибин), по кругу надписи: вверху — «25 РУБЛЕЙ 1994», внизу — «БАНК РОССИИ». В нижней части — обозначение металла, проба сплава, товарный знак монетного двора и содержание драгоценного металла в чистоте. Реверс: танцующая балерина, по окружности — надпись: «РУССКИЙ БАЛЕТ» и цветок. Художник: А. В. Бакланов. Скульптор: И. С. Комшилов. Чеканка: Ленинградский монетный двор (ЛМД). Оформление гурта: 111 рифлений. |                                                          |                                                          |                                                          |                                                          |                                                          |                                                          |                                                          |                                                          |                                                          |
| Серия «Русский балет». Русский балет (50 руб. 1994) |                                                          |                                                          |                                                          |                                                          |                                                          |                                                          |                                                          |                                                          |                                                          |
| Дата выпуска | Каталожный номер                                         | Номинал                                                  | Качество                                                 | Металл, проба                                            | Масса общая, г                                           | Содержание химически чистого металла не менее, г         | Диаметр, мм                                              | Толщина, мм                                              | Тираж, шт.                                               |
| 07.06.1994 | 5316-0003                                                | 50 рублей                                                | proof                                                    | плат. 999/1000                                           | 7,88 (±0,09)                                             | 7,78                                                     | 20,0 (±0,15)                                             | 1,60 (±0,15)                                             | 900                                                      |
| Аверс: изображение двуглавого орла (художник И. Билибин), по кругу надписи: вверху — «50 РУБЛЕЙ 1994», внизу — «БАНК РОССИИ».В нижней части — обозначение металла, проба сплава, товарный знак монетного двора и содержание драгоценного металла в чистоте. Реверс: танцующая балерина, по окружности — надпись: «РУССКИЙ БАЛЕТ» и цветок. Художник: А. В. Бакланов. Скульптор: А. В. Бакланов. Чеканка: Ленинградский монетный двор (ЛМД). Оформление гурта: 134 рифления. |                                                          |                                                          |                                                          |                                                          |                                                          |                                                          |                                                          |                                                          |                                                          |
| Серия «Русский балет». Русский балет (150 руб. 1994) |                                                          |                                                          |                                                          |                                                          |                                                          |                                                          |                                                          |                                                          |                                                          |
| Дата выпуска | Каталожный номер                                         | Номинал                                                  | Качество                                                 | Металл, проба                                            | Масса общая, г                                           | Содержание химически чистого металла не менее, г         | Диаметр, мм                                              | Толщина, мм                                              | Тираж, шт.                                               |
| 07.06.1994 | 5318-0005                                                | 150 рублей                                               | proof                                                    | плат. 999/1000                                           | 15,67 (±0,11)                                            | 15,55                                                    | 28,6 (±0,25)                                             | 1,50 (±0,20)                                             | 900                                                      |
| Аверс: изображение двуглавого орла (художник И. Билибин), по кругу надписи: вверху — «150 РУБЛЕЙ 1994», внизу — «БАНК РОССИИ». В нижней части — обозначение металла, проба сплава, товарный знак монетного двора и содержание драгоценного металла в чистоте. Реверс: танцующая балерина, по окружности — надпись: «РУССКИЙ БАЛЕТ» и цветок. Художник: А. В. Бакланов. Скульптор: И. С. Комшилов. Чеканка: Ленинградский монетный двор (ЛМД). Оформление гурта: 240 рифлений. |                                                          |                                                          |                                                          |                                                          |                                                          |                                                          |                                                          |                                                          |                                                          |
| Географическая серия. Первая русская антарктическая экспедиция |                                                          |                                                          |                                                          |                                                          |                                                          |                                                          |                                                          |                                                          |                                                          |
| Дата выпуска | Каталожный номер                                         | Номинал                                                  | Качество                                                 | Металл, проба                                            | Масса общая, г                                           | Содержание химически чистого металла не менее, г         | Диаметр, мм                                              | Толщина, мм                                              | Тираж, шт.                                               |
| 06.09.1994 | 5318-0006                                                | 150 рублей                                               | proof                                                    | плат. 999/1000                                           | 15,67 (±0,11)                                            | 15,55                                                    | 28,6 (±0,25)                                             | 1,50 (±0,20)                                             | 4000                                                     |
| Аверс: изображение двуглавого орла (художник И. Билибин), по кругу надписи: вверху — «150 РУБЛЕЙ 1994», внизу — «БАНК РОССИИ». В нижней части — обозначение металла, проба сплава, товарный знак монетного двора и содержание драгоценного металла в чистоте. Реверс: слева — шлюп «Восток», справа — шлюп «Мирный», под ними слева направо — лодка с гребцами, пингвины на льдине, по окружности — надписи: вверху — «ПЕРВАЯ РУССКАЯ АНТАРКТИЧЕСКАЯ ЭКСПЕДИЦИЯ 1819—1821», внизу — «В АНТАРКТИЧЕСКИХ ВОДАХ». Художник: А. В. Бакланов. Скульптор: И. С. Комшилов. Чеканка: Ленинградский монетный двор (ЛМД). Оформление гурта: 240 рифлений. |                                                          |                                                          |                                                          |                                                          |                                                          |                                                          |                                                          |                                                          |                                                          |
| Историческая серия: Вклад России в сокровищницу мировой культуры. М. А. Врубель |                                                          |                                                          |                                                          |                                                          |                                                          |                                                          |                                                          |                                                          |                                                          |
| Дата выпуска | Каталожный номер                                         | Номинал                                                  | Качество                                                 | Металл, проба                                            | Масса общая, г                                           | Содержание химически чистого металла не менее, г         | Диаметр, мм                                              | Толщина, мм                                              | Тираж, шт.                                               |
| 17.11.1994 | 5318-0007                                                | 150 рублей                                               | proof                                                    | плат. 999/1000                                           | 15,67 (±0,11)                                            | 15,55                                                    | 28,6 (±0,25)                                             | 1,50 (±0,20)                                             | 3000                                                     |
| Аверс: изображение двуглавого орла (художник И. Билибин), по кругу надписи: вверху — «150 РУБЛЕЙ 1994», внизу — «БАНК РОССИИ». В нижней части — обозначение металла, проба сплава, товарный знак монетного двора и содержание драгоценного металла в чистоте. Реверс: слева — автопортрет М. А. Врубеля, ниже — палитра с кистями, справа — фрагмент его картины «Демон» (сидящий), по окружности — надписи: вверху — «РОССИЯ И МИРОВАЯ КУЛЬТУРА», внизу — «М. ВРУБЕЛЬ». Художник: А. В. Бакланов. Скульптор: А. А. Долгополова. Чеканка: Ленинградский монетный двор (ЛМД). Оформление гурта: 240 рифлений. |                                                          |                                                          |                                                          |                                                          |                                                          |                                                          |                                                          |                                                          |                                                          |
| Серия «Русский балет». Спящая красавица (25 руб.) |                                                          |                                                          |                                                          |                                                          |                                                          |                                                          |                                                          |                                                          |                                                          |
| Дата выпуска | Каталожный номер                                         | Номинал                                                  | Качество                                                 | Металл, проба                                            | Масса общая, г                                           | Содержание химически чистого металла не менее, г         | Диаметр, мм                                              | Толщина, мм                                              | Тираж, шт.                                               |
| 16.06.1995 | 5315-0003                                                | 25 рублей                                                | proof                                                    | плат. 999/1000                                           | 3,198 (±0,08)                                            | 3,11                                                     | 16,00 (±0,10)                                            | 1,00 (±0,15)                                             | 900                                                      |
| Аверс: в центре диска — эмблема Банка России (двуглавый орёл художника И. Билибина), в нижней части — обозначение металла, проба сплава, товарный знак монетного двора и содержание драгоценного металла в чистоте. По окружности надписи, обрамлённые кругом из точек: вверху — «25 РУБЛЕЙ 1995 г.», внизу — «БАНК РОССИИ». Реверс: в центре — изображение танцовщика, слева направо по окружности — надпись: «СПЯЩАЯ КРАСАВИЦА». Художник: А. В. Бакланов. Скульпторы: А. А. Долгополова, А. В. Бакланов. Чеканка: Санкт-Петербургский монетный двор (ЛМД). Оформление гурта: 111 рифлений. |                                                          |                                                          |                                                          |                                                          |                                                          |                                                          |                                                          |                                                          |                                                          |
| Серия «Русский балет». Спящая красавица (50 руб.) |                                                          |                                                          |                                                          |                                                          |                                                          |                                                          |                                                          |                                                          |                                                          |
| Дата выпуска | Каталожный номер                                         | Номинал                                                  | Качество                                                 | Металл, проба                                            | Масса общая, г                                           | Содержание химически чистого металла не менее, г         | Диаметр, мм                                              | Толщина, мм                                              | Тираж, шт.                                               |
| 16.06.1995 | 5316-0004                                                | 50 рублей                                                | proof                                                    | плат. 999/1000                                           | 7,88 (±0,09)                                             | 7,78                                                     | 20,0 (±0,15)                                             | 1,60 (±0,15)                                             | 900                                                      |
| Аверс: в центре диска — эмблема Банка России (двуглавый орёл художника И. Билибина), в нижней части — обозначение металла, проба сплава, товарный знак монетного двора и содержание драгоценного металла в чистоте. По окружности надписи, обрамлённые кругом из точек: вверху — «50 РУБЛЕЙ 1995 г.», внизу — «БАНК РОССИИ». Реверс: в центре — изображение танцовщика, слева направо по окружности — надпись: «СПЯЩАЯ КРАСАВИЦА». Художник: А. В. Бакланов. Скульптор: И. С. Комшилов. Чеканка: Санкт-Петербургский монетный двор (ЛМД). Оформление гурта: 134 рифления. |                                                          |                                                          |                                                          |                                                          |                                                          |                                                          |                                                          |                                                          |                                                          |
| Серия «Русский балет». Спящая красавица (150 руб.) |                                                          |                                                          |                                                          |                                                          |                                                          |                                                          |                                                          |                                                          |                                                          |
| Дата выпуска | Каталожный номер                                         | Номинал                                                  | Качество                                                 | Металл, проба                                            | Масса общая, г                                           | Содержание химически чистого металла не менее, г         | Диаметр, мм                                              | Толщина, мм                                              | Тираж, шт.                                               |
| 16.06.1995 | 5318-0008                                                | 150 рублей                                               | proof                                                    | плат. 999/1000                                           | 15,67 (±0,11)                                            | 15,55                                                    | 22,60 (±0,25)                                            | 1,50 (±0,20)                                             | 900                                                      |
| Аверс: в центре диска — эмблема Банка России (двуглавый орёл художника И. Билибина), в нижней части — обозначение металла, проба сплава, товарный знак монетного двора и содержание драгоценного металла в чистоте. По окружности надписи, обрамлённые кругом из точек: вверху — «150 РУБЛЕЙ 1995 г.», внизу — «БАНК РОССИИ». Реверс: в центре — изображение танцовщика, слева направо по окружности — надпись: «СПЯЩАЯ КРАСАВИЦА». Художник: А. В. Бакланов. Скульптор: И. С. Комшилов. Чеканка: Санкт-Петербургский монетный двор (ЛМД). Оформление гурта: 134 рифления. |                                                          |                                                          |                                                          |                                                          |                                                          |                                                          |                                                          |                                                          |                                                          |
| Историческая серия: 1000-летие России. Александр Невский |                                                          |                                                          |                                                          |                                                          |                                                          |                                                          |                                                          |                                                          |                                                          |
| Дата выпуска | Каталожный номер                                         | Номинал                                                  | Качество                                                 | Металл, проба                                            | Масса общая, г                                           | Содержание химически чистого металла не менее, г         | Диаметр, мм                                              | Толщина, мм                                              | Тираж, шт.                                               |
| 28.12.1995 | 5318-0009                                                | 150 рублей                                               | proof                                                    | плат. 999/1000                                           | 15,55 (±0,09)                                            | 15,5                                                     | 28,6 (±0,25)                                             | 1,50 (±0,20)                                             | 3000                                                     |
| Аверс: в центре диска — эмблема Банка России (двуглавый орёл художника И. Билибина), в нижней части — обозначение металла, проба сплава, товарный знак монетного двора и содержание драгоценного металла в чистоте. По окружности надписи, обрамлённые кругом из точек: вверху — «150 РУБЛЕЙ 1995 г.», внизу — «БАНК РОССИИ». Реверс: изображение сражающихся четырёх русских воинов и шведского рыцаря, по окружности надписи: вверху — «1000-ЛЕТИЕ РОССИИ * АЛЕКСАНДР НЕВСКИЙ», внизу — «СРАЖЕНИЕ НА РЕКЕ НЕВА+1240». Художник: А. В. Бакланов. Скульптор: И. С. Комшилов. Чеканка: Санкт-Петербургский монетный двор (ЛМД). Оформление гурта: 240 рифлений. |                                                          |                                                          |                                                          |                                                          |                                                          |                                                          |                                                          |                                                          |                                                          |

## Серийные выпуски платиновых монет
Платиновые монеты выпускались не только в России и СССР, но и других государствах. Это исключительно инвестиционные монеты. Наиболее известными серийными выпусками платиновых монет являются: «Платиновый орёл» (США), «Платиновый нобль» и «Платиновая кошка» (остров Мэн), «Платиновый кленовый лист» (Канада), «Платиновая панда» (Китай) и «Платиновый коала» (Австралия). Эти монеты называют серийными, потому что дизайн реверса и аверса монеты каждого года совпадает или схож со всеми монетами из данной серии. Так, например, на аверсе всех монет из серии «Платиновый орёл» изображена голова статуи Свободы. На китайской серии «Платиновой панды» изображена большая панда (китайский национальный символ). Аналогичная схожесть дизайна прослеживается и в сериях «Платиновая кошка» и «Платиновый коала».
Кроме схожести дизайна, эти монеты объединяют в серии потому, что выпускаются они ежегодно на протяжении некоторого периода времени. Например, «Платиновая панда» выпускалась с 1987 по 2005 год, а монеты серии «Американский платиновый орёл» (American Platinum Eagle) — с 1997 по сегодняшний день.

### «Американский платиновый орёл»
«Американский платиновый орёл» (American Platinum Eagle) — официальные платиновые инвестиционные монеты Соединённых Штатов. Монеты номиналом в 10, 25, 50 и 100 долларов состоят из платины 0,9995 и имеют вес 1⁄10, ¼, ½ и 1 тройскую унцию соответственно. Их впервые выпустили в 1997 году. Дизайн аверса, использовавшийся в 1997—2017 годах, был создан гравёром Джоном Мерканти.
Особенность серии состоит в наличии нескольких типов выпуска. Один, представляет монеты состояния «proof», предназначен для частных лиц, в то время как второй, состояния UNC, исключительно для авторизованных фирм, банков и других структур. Второй выпуск носит исключительно инвестиционный характер и содержит стандартное изображение реверса, идентичное таковому монет состояния proof 1997 года. Реверс коллекционных монет различается от года к году, в то время как инвестиционных неизменен в течение более 20 лет. «Платиновых орлов» чеканят на монетных дворах Вест-Пойнта и Филадельфии, о чём свидетельствует знак монетного двора «W» на реверсе или его отсутствие.
После резких колебаний цен на платину в 2008 году, когда цена за тройскую цену металла упала с $2200 в марте до $800 летом, продолжение чеканки монет серии «Платиновый орёл» было поставлено под сомнение. В октябре 2009 года монетный двор официально заявил о прекращении выпуска для инвесторов (вновь их стали чеканить только в 2016 году). В декабре 2009 года монета появилась исключительно качества «proof» для коллекционеров. С этого года прекратили производить монеты номиналом в 10, 25 и 50 долларов.
Изображения на монетах содержат символы прославляющие США. Так к примеру на серии «Vistas of Liberty» («Достопримечательности Свободы») 1998—2002 годов белоголовый орлан пролетает над различными характерными для США ландшафтами. Серия 2006—2008 годов представляет три ветви власти. В 2009 году монетный двор США объявил о шестилетнем плане выпуска новой серии платиновых монет. Серия посвящена основным принципам демократии США, закреплённых американской конституцией. В 2017 году, в честь двадцатилетия выпуска, на реверс поместили первоначальное изображение 1997 года. С 2018 года предполагают менять изображения на аверсе, а на реверсе оставить неизменным.
| Реверс монет качества пруф | Год  | Вес, oz | Диаметр, мм | Толщина, мм | Дизайнер(ы)      | Качество чеканки | Тираж         |
| -------------------------- | ---- | ------- | ----------- | ----------- | ---------------- | ---------------- | ------------- |
|                            | 1997 | 1       | 32,7        | 2,39        | Т. Роджерс       | UNC              | 56 000        |
| Proof                      | 1997 | 1       | 32,7        | 2,39        | Т. Роджерс       | 20 851           |               |
| ½                          | 1997 | 27      | 1,75        | UNC         | Т. Роджерс       | 20 500           |               |
| ½                          | 1997 | 27      | 1,75        | Proof       | Т. Роджерс       | 15 431           |               |
| ¼                          | 1997 | 22      | 1,32        | UNC         | Т. Роджерс       | 27 100           |               |
| ¼                          | 1997 | 22      | 1,32        | Proof       | Т. Роджерс       | 18 628           |               |
| 1⁄10                       | 1997 | 16,5    | 0,95        | UNC         | Т. Роджерс       | 70 250           |               |
| 1⁄10                       | 1997 | 16,5    | 0,95        | Proof       | Т. Роджерс       | 36 993           |               |
|                            | 1998 | 1       | 32,7        | 2,39        | Джон Мерканти    | UNC              | 133 002       |
| Proof                      | 1998 | 1       | 32,7        | 2,39        | Джон Мерканти    | 14 912           |               |
| ½                          | 1998 | 27      | 1,75        | UNC         | Джон Мерканти    | 32 429           |               |
| ½                          | 1998 | 27      | 1,75        | Proof       | Джон Мерканти    | 13 836           |               |
| ¼                          | 1998 | 22      | 1,32        | UNC         | Джон Мерканти    | 38 887           |               |
| ¼                          | 1998 | 22      | 1,32        | Proof       | Джон Мерканти    | 14 873           |               |
| 1⁄10                       | 1998 | 16,5    | 0,95        | UNC         | Джон Мерканти    | 39 525           |               |
| 1⁄10                       | 1998 | 16,5    | 0,95        | Proof       | Джон Мерканти    | 19 847           |               |
|                            | 1999 | 1       | 32,7        | 2,39        | Джон Мерканти    | UNC              | 56 707        |
| Proof                      | 1999 | 1       | 32,7        | 2,39        | Джон Мерканти    | 12 363           |               |
| ½                          | 1999 | 27      | 1,75        | UNC         | Джон Мерканти    | 32 309           |               |
| ½                          | 1999 | 27      | 1,75        | Proof       | Джон Мерканти    | 11 103           |               |
| ¼                          | 1999 | 22      | 1,32        | UNC         | Джон Мерканти    | 39 734           |               |
| ¼                          | 1999 | 22      | 1,32        | Proof       | Джон Мерканти    | 13 507           |               |
| 1⁄10                       | 1999 | 16,5    | 0,95        | UNC         | Джон Мерканти    | 55 955           |               |
| 1⁄10                       | 1999 | 16,5    | 0,95        | Proof       | Джон Мерканти    | 19 133           |               |
|                            | 2000 | 1       | 32,7        | 2,39        | Альфред Малецкий | UNC              | 10 003        |
| Proof                      | 2000 | 1       | 32,7        | 2,39        | Альфред Малецкий | 12 453           |               |
| ½                          | 2000 | 27      | 1,75        | UNC         | Альфред Малецкий | 18 892           |               |
| ½                          | 2000 | 27      | 1,75        | Proof       | Альфред Малецкий | 11 049           |               |
| ¼                          | 2000 | 22      | 1,32        | UNC         | Альфред Малецкий | 20 054           |               |
| ¼                          | 2000 | 22      | 1,32        | Proof       | Альфред Малецкий | 11 995           |               |
| 1⁄10                       | 2000 | 16,5    | 0,95        | UNC         | Альфред Малецкий | 34 027           |               |
| 1⁄10                       | 2000 | 16,5    | 0,95        | Proof       | Альфред Малецкий | 15 651           |               |
|                            | 2001 | 1       | 32,7        | 2,39        | Т. Роджерс       | UNC              | 14 070        |
| Proof                      | 2001 | 1       | 32,7        | 2,39        | Т. Роджерс       | 8969             |               |
| ½                          | 2001 | 27      | 1,75        | UNC         | Т. Роджерс       | 12 815           |               |
| ½                          | 2001 | 27      | 1,75        | Proof       | Т. Роджерс       | 8254             |               |
| ¼                          | 2001 | 22      | 1,32        | UNC         | Т. Роджерс       | 21 815           |               |
| ¼                          | 2001 | 22      | 1,32        | Proof       | Т. Роджерс       | 8847             |               |
| 1⁄10                       | 2001 | 16,5    | 0,95        | UNC         | Т. Роджерс       | 52 017           |               |
| 1⁄10                       | 2001 | 16,5    | 0,95        | Proof       | Т. Роджерс       | 12 174           |               |
|                            | 2002 | 1       | 32,7        | 2,39        | Альфред Малецкий | UNC              | 11 502        |
| Proof                      | 2002 | 1       | 32,7        | 2,39        | Альфред Малецкий | 9834             |               |
| ½                          | 2002 | 27      | 1,75        | UNC         | Альфред Малецкий | 24 005           |               |
| ½                          | 2002 | 27      | 1,75        | Proof       | Альфред Малецкий | 8772             |               |
| ¼                          | 2002 | 22      | 1,32        | UNC         | Альфред Малецкий | 27 405           |               |
| ¼                          | 2002 | 22      | 1,32        | Proof       | Альфред Малецкий | 9282             |               |
| 1⁄10                       | 2002 | 16,5    | 0,95        | UNC         | Альфред Малецкий | 23 005           |               |
| 1⁄10                       | 2002 | 16,5    | 0,95        | Proof       | Альфред Малецкий | 12 365           |               |
|                            | 2003 | 1       | 32,7        | 2,39        | Альфред Малецкий | UNC              | 8007          |
| Proof                      | 2003 | 1       | 32,7        | 2,39        | Альфред Малецкий | 8246             |               |
| ½                          | 2003 | 27      | 1,75        | UNC         | Альфред Малецкий | 17 409           |               |
| ½                          | 2003 | 27      | 1,75        | Proof       | Альфред Малецкий | 7131             |               |
| ¼                          | 2003 | 22      | 1,32        | UNC         | Альфред Малецкий | 25 207           |               |
| ¼                          | 2003 | 22      | 1,32        | Proof       | Альфред Малецкий | 7044             |               |
| 1⁄10                       | 2003 | 16,5    | 0,95        | UNC         | Альфред Малецкий | 22 007           |               |
| 1⁄10                       | 2003 | 16,5    | 0,95        | Proof       | Альфред Малецкий | 9534             |               |
|                            | 2004 | 1       | 32,7        | 2,39        | Донна Вивер      | UNC              | 7009          |
| Proof                      | 2004 | 1       | 32,7        | 2,39        | Донна Вивер      | 6007             |               |
| ½                          | 2004 | 27      | 1,75        | UNC         | Донна Вивер      | 13 236           |               |
| ½                          | 2004 | 27      | 1,75        | Proof       | Донна Вивер      | 5063             |               |
| ¼                          | 2004 | 22      | 1,32        | UNC         | Донна Вивер      | 18 010           |               |
| ¼                          | 2004 | 22      | 1,32        | Proof       | Донна Вивер      | 5193             |               |
| 1⁄10                       | 2004 | 16,5    | 0,95        | UNC         | Донна Вивер      | 15 010           |               |
| 1⁄10                       | 2004 | 16,5    | 0,95        | Proof       | Донна Вивер      | 7161             |               |
|                            | 2005 | 1       | 32,7        | 2,39        | Донна Вивер      | UNC              | 6310          |
| Proof                      | 2005 | 1       | 32,7        | 2,39        | Донна Вивер      | 6602             |               |
| ½                          | 2005 | 27      | 1,75        | UNC         | Донна Вивер      | 9013             |               |
| ½                          | 2005 | 27      | 1,75        | Proof       | Донна Вивер      | 5942             |               |
| ¼                          | 2005 | 22      | 1,32        | UNC         | Донна Вивер      | 12 013           |               |
| ¼                          | 2005 | 22      | 1,32        | Proof       | Донна Вивер      | 6592             |               |
| 1⁄10                       | 2005 | 16,5    | 0,95        | UNC         | Донна Вивер      | 14 013           |               |
| 1⁄10                       | 2005 | 16,5    | 0,95        | Proof       | Донна Вивер      | 8104             |               |
|                            | 2006 | 1       | 32,7        | 2,39        | Д. Искович       | UNC              | 3068 W 6000   |
| Proof                      | 2006 | 1       | 32,7        | 2,39        | Д. Искович       | 9152             |               |
| ½                          | 2006 | 27      | 1,75        | UNC         | Д. Искович       | 2577 W 9602      |               |
| ½                          | 2006 | 27      | 1,75        | Proof       | Д. Искович       | 7649             |               |
| ¼                          | 2006 | 22      | 1,32        | UNC         | Д. Искович       | 2676 W 12 001    |               |
| ¼                          | 2006 | 22      | 1,32        | Proof       | Д. Искович       | 7813             |               |
| 1⁄10                       | 2006 | 16,5    | 0,95        | UNC         | Д. Искович       | 3544 W 11 001    |               |
| 1⁄10                       | 2006 | 16,5    | 0,95        | Proof       | Д. Искович       | 10 205           |               |
|                            | 2007 | 1       | 32,7        | 2,39        | Т. Кливленд      | UNC              | 4177 W 7202   |
| Proof                      | 2007 | 1       | 32,7        | 2,39        | Т. Кливленд      | 8363             |               |
| ½                          | 2007 | 27      | 1,75        | UNC         | Т. Кливленд      | 3635 W 7001      |               |
| ½                          | 2007 | 27      | 1,75        | Proof       | Т. Кливленд      | 25 519           |               |
| ¼                          | 2007 | 22      | 1,32        | UNC         | Т. Кливленд      | 3690 W 8402      |               |
| ¼                          | 2007 | 22      | 1,32        | Proof       | Т. Кливленд      | 6017             |               |
| 1⁄10                       | 2007 | 16,5    | 0,95        | UNC         | Т. Кливленд      | 5556 W 13 003    |               |
| 1⁄10                       | 2007 | 16,5    | 0,95        | Proof       | Т. Кливленд      | 8176             |               |
|                            | 2008 | 1       | 32,7        | 2,39        | Д. Искович       | UNC              | 2876 W 20 800 |
| Proof                      | 2008 | 1       | 32,7        | 2,39        | Д. Искович       | 4769             |               |
| ½                          | 2008 | 27      | 1,75        | UNC         | Д. Искович       | 2253 W 12 800    |               |
| ½                          | 2008 | 27      | 1,75        | Proof       | Д. Искович       | 4020             |               |
| ¼                          | 2008 | 22      | 1,32        | UNC         | Д. Искович       | 2481 W 20 800    |               |
| ¼                          | 2008 | 22      | 1,32        | Proof       | Д. Искович       | 4153             |               |
| 1⁄10                       | 2008 | 16,5    | 0,95        | UNC         | Д. Искович       | 3706 W 13 000    |               |
| 1⁄10                       | 2008 | 16,5    | 0,95        | Proof       | Д. Искович       | 5138             |               |
|                            | 2009 | 1       | 32,7        | 2,39        | Сьюзен Геймбл    | Proof            | 7945          |
|                            | 2010 | 1       | 32,7        | 2,39        | Донна Вивер      | Proof            | 9871          |
|                            | 2011 | 1       | 32,7        | 2,39        | Д. Искович       | Proof            | 14 790        |
|                            | 2012 | 1       | 32,7        | 2,39        | Барбара Фокс     | Proof            | 9081          |
|                            | 2013 | 1       | 32,7        | 2,39        | Д. Искович       | Proof            | 5763          |
|                            | 2014 | 1       | 32,7        | 2,39        | Сьюзан Геймбл    | Proof            | 4596          |
|                            | 2015 | 1       | 32,7        | 2,39        | Д. Искович       | Proof            | 3886          |
|                            | 2016 | 1       | 32,7        | 2,39        | Пауль Балан      | Proof            | 9151          |
| UNC                        | 2016 | 1       | 32,7        | 2,39        | Пауль Балан      | 20 000           |               |
|                            | 2017 | 1       | 32,7        | 2,39        | Т. Роджерс       | н/д              | н/д           |
|                            | 2018 | 1       | 32,7        | 2,39        | Джустин Кунц     | н/д              | н/д           |

### Серии платиновых монет Канады
Большой ассортимент платиновых монет выпустили на монетном дворе Канады в Оттаве. Их чеканят с 1988 года. В этом году появились первые монеты номиналом в 1, 2, 5, 10, 20 и 50 канадских долларов с содержанием 1⁄20, 1⁄15, 1⁄10, ¼, ½ и 1 тройской унции платины. На их реверсе изобразили официальную эмблему Канады кленовый лист. Монеты серии «Канадский платиновый кленовый лист» чеканили с 1988 по 2002 год с перерывами, а затем с 2009 года и по сегодняшний день, только уже номиналами в 300, 150, 75 и 30 канадских долларов. В 2018 году, по поводу 30-летия начала выпуска, выпустили памятную монету с цифрами «1988 2018».
Кроме монет с изображением кленового листа в Канаде также ежегодно с 1992 года выпускают деньги из платины с изображениями представителей местной фауны.

### Австралийский «Платиновый коала»
«Платиновый коала» — самая известная серия платиновых монет Австралии. 18 июня 1987 года австралийское правительство одобрило чеканку монет из платины и серебра и приравняла такие монеты к законным средствам платежа. Это решение было принято на основании успеха и большой популярности, выпущенных годом ранее золотых монет. Как результат, в сентябре 1988 года на монетном дворе в городе Перт начался выпуск серии «Платиновый коала».
Чтобы развить успех выпуска монет из драгоценных металлов, в 1991 году были впервые отчеканены монеты весом в 1 килограмм, 10 унций и 2 унции из серебра, золота и платины. На тот момент это были самые большие по весу инвестиционные монеты.
На аверсе, разработанном дизайнером Рафаэлем Маклоуфом, традиционно изображена королева Великобритании Елизавета II. Реверс монет каждого года содержит изображение коалы. Автором дизайна большинства изображений на реверсах является Джеймс Браун. Его инициалы (JB) присутствуют на большинстве монет.
Монеты одного года выпускаются с разным содержанием чистого металла — от 1/20 унции до 1 кг, а, следовательно, и разных номиналов.
| Масса       | 1/20 oz | 1/10 oz | 1/4 oz | 1/2 oz | 1 oz  | 2 oz  | 10 oz  | 1 кг   |
| Номинал, $  | 5 $     | 10 $    | 25 $   | 50 $   | 100 $ | 200 $ | 1000 $ | 3000 $ |
| Толщина, мм | 1,32    | 1,40    | 1,90   | 2,03   | 2,7   | 3,8   | 7,9    | 13,9   |
| Диаметр, мм | 14,1    | 16,1    | 20,1   | 25,1   | 32,1  | 40,6  | 60,3   | 75,3   |

«Платиновый коала» никогда не соперничал по популярности с «Американским платиновым орлом» на рынке инвестиционных монет, по крайней мере, в США. Объясняется это, главным образом, отсутствием активных шагов по продвижению монеты на американский рынок, а не из-за низкого художественного качества или неподобающего качества чеканки.
Монеты серии «Платиновый коала», как и большинство инвестиционных платиновых монет, выпускаются в защитных пластиковых капсулах. Монеты продаются по ценам, которые отражают текущие цены на платину, а не по их номинальной стоимости, указанной на монете.
Монетный двор Перта лишь с ноября 1986 по декабрь 2001 года использовал более 18 тонн платины для чеканки монет, около 85 % которых было продано за рубежом. Благодаря этому факту Gold Corporation (корпорация, владеющая монетным двором) вошла в список тридцати самых успешных экспортных компаний Австралии.

### Китайская «платиновая панда»
«Платиновая панда» — серия платиновых монет Китая, выпускавшаяся с 1987 по 2005 год. На реверсе всех монет присутствует изображение панды, национального символа Китая, что и дало название всей серии монет.
Согласно каталогам, первая Panda Platinum была отчеканена в 1987 году, но были и пробные выпуски, сделанные ранее. В феврале 2006 года один из американских импортёров «панд» предложил на продажу «Платиновую панду» в одну унцию выпуска 1982 года за 100 000 $. По словам продавца, было пять пробных монет из платины 1982 года. Каждый из трёх официальных дистрибьюторов получил одну монету, а две остались у представителей национального банка.
С 1987 по 1990 год народный банк Китая отчеканил 8300 одноунциевых монет номиналом 100 юаней, которые в настоящий момент являются дефицитными на нумизматическом рынке. Дополнительно 5450 унций платины были использованы в 1990—2000-х годах для монет меньшего достоинства. Выпуск «Платиновой панды» был прекращён в 2005 году. В большой степени это связано с возрастающей ценой на сырьё. Если в 1990 году цена за тройскую унцию не превышала 490 долларов, то летом 2008 года она перешагнула рубеж $2000.
Монета 2002 года была юбилейной и была посвящена двадцатилетию начала выпуска «Золотой панды» — серии монет из золота с изображением панд. Так, дизайн её аверса был такой же, как и у остальных «пандовых» монет 2002 года, а вот реверс повторял аверс золотой монеты 1982 года.
| Год  | Номинал, юаней | Диаметр, мм | Масса чистого металла, г | Тираж, шт. |
| ---- | -------------- | ----------- | ------------------------ | ---------- |
| 1987 | 100            | 32          | 31,1                     | 2000       |
| 1988 | 100            | 32          | 31,1                     | 2000       |
| 1989 | 100            | 32          | 31,1                     | 3000       |
| 1990 | 100            | 32          | 31,1                     | 1300       |
| 1990 | 50             | 27          | 15,55                    | 2500       |
| 1990 | 25             | 22          | 7,8                      | 3500       |
| 1990 | 10             | 18          | 3,1                      | 4500       |
| 1993 | 10             | 18          | 3,1                      | 2500       |
| 1993 | 5              | 14          | 1,55                     | 2500       |
| 1994 | 10             | 18          | 3,1                      | 5000       |
| 1995 | 10             | 18          | 3,1                      | 5000       |
| 1995 | 5              | 14          | 1,55                     | 10000      |
| 1996 | 10             | 18          | 3,1                      | 2500       |
| 1996 | 5              | 14          | 1,55                     | 5000       |
| 1997 | 10             | 18          | 3,1                      | 2500       |
| 1997 | 5              | 14          | 1,55                     | 5000       |
| 2002 | 100            | 18          | 3,1                      | 20000      |
| 2003 | 50             | 14          | 1,55                     | 50000      |
| 2004 | 50             | 14          | 1,55                     | 50000      |
| 2005 | 100            | 18          | 3,1                      | 30000      |

### Серии платиновых монет острова Мэн
Исторически на острове Мэн сложилась традиция параллельного хождения британского фунта стерлингов и локальной местной валюты. Они соотносятся эквивалентны друг другу по стоимости и обмениваются 1 к 1, при этом фунты Мэна не являются законным платёжным средством на других территориях Соединённого Королевства Великобритании и Северной Ирландии. Обладая определённой самостоятельностью в выборе изображений и металла для своих денег, на острове Мэн наладили чеканку платиновых монет ещё в 1975 году. Первый выпуск состоял из обиходных ½, 1, 2, 5, 10, 50 пенсов, только в платине. Впоследствии их неоднократно повторяли и в другие годы.
Кроме периодически выпускаемых платиновых пенсов и фунтов на частном монетном дворе «British Pobjoy Mint®» для острова Мэн активно выпускают платиновые монеты, номинированные в устаревших денежных единицах — кронах и ноблях (1983—1994 годы с перерывами). На реверсе платиновых крон и их дробных преимущественно помещены различные породы кошек. Встречаются и другие сюжеты, по типу цветка тюльпана, замка, кенгуру и др. Нобли содержат изображения корабля. Выпускают, как их дробные, так и производные, исходя из содержания в нобле тройской унции чистой платины.

## Разовые выпуски
Кроме «серийных» выпусков, в ряде стран чеканят платиновые монеты, в основном посвящённые какому-либо знаменательному событию или юбилею. Например:
- Платиновые монеты периодически мизерными тиражами чеканят для использования в королевстве Тонга. В 1962 появились платиновые монеты номиналом в ¼, ½ и 1 коулу (1 коула — 16 тонганских фунтов)[105]. Впоследствии платиновые монеты номиналом в одну паангу выпускали в 1982—1986, 1988 годах[106], 10 паанг — 1988 году[107], один хау (хау — 100 паанг) — 1988 году[108];
- В Заире в 1971 году отчеканили платиновые 10 и 20 заиров[109];
- В Панаме в 1976 году по случаю 150-летия независимости выпустили платиновые 150 бальбоа[110], а в 1980 году — 200 бальбоа в честь достижения панамских боксёров[110]
- Во Франции отчеканили четыре монетных типа платиновых монет номиналом в 100 франков, один памятный платиновый франк 1992 года. Отдельно следует отметить серию платиновых монет с указанием двойного номинала 500 франков — 70 ЭКЮ. ЭКЮ англ. European Currency Unit («европейская валютная единица») использовали для безналичных расчётов[111] 1979—1998 годах, а затем заменили на евро по курсу один к одному. Ряд стран, включая Францию, выпускали монеты номинированные в том числе и в ЭКЮ.
  - 1986 год — 9500 экземпляров 100 франков в честь 100-летия постройки статуи Свободы, ставшей символом американской независимости[112][113];
  - 1987 год — 8500 экземпляров 100 франков в честь 230-летия со дня рождения участника трёх революций Жильбера Лафайета[112][114];
  - 1988 год — 8500 экземпляров 100 франков с персонификацией Братства[112][115];
  - 1989 год — тысяча 100-франковых монет с изображением французского гения, пишущего на скрижали «фр. Droits de l'Homme» («права человека»). Посвящена 200-летию принятия декларации прав человека и гражданина[112][116];
  - 1990 год — 500 франков — 70 ЭКЮ с изображением Карла Великого тиражом в 2000 экземпляров[117];
  - 1991 год — 500 франков — 70 ЭКЮ с изображением Рене Декарта тиражом в 1000 экземпляров[117];
  - 1992 год — в честь 200-летия Великой французской революции тиражом в 2000 экземпляров отчеканили платиновый франк[118];
  - 1992 год — 500 франков — 70 ЭКЮ с изображением Жана Монне тиражом в 2000 экземпляров[117];
  - 1993 год — 500 франков — 70 ЭКЮ с изображением Триумфальной арки тиражом в 2000 экземпляров[117];
  - 1993 год — 500 франков — 70 ЭКЮ с изображением Бранденбургских ворот тиражом в 2000 экземпляров[117];
  - 1994 год — 500 франков — 70 ЭКЮ с изображением собора Святого Марка тиражом в 2000 экземпляров[117];
  - 1994 год — 500 франков — 70 ЭКЮ с изображением Биг-Бена тиражом в 2000 экземпляров[119];
  - 1995 год — 500 франков — 70 ЭКЮ с изображением Альгамбры тиражом в 2000 экземпляров[119];
  - 1995 год — 500 франков — 70 ЭКЮ с изображением Парфенона тиражом в 2000 экземпляров[119];
- В Португалии в 1988 году отчеканили платиновые 100 эскудо, в с 1991 по 1998 год выпускали по одному типу 200 эскудо, посвящённых эпохе Великих географических открытий:
  - в 1988 году в честь 500-летия экспедиции Бартоломеу Диаша, во время которой открыли Мыс Доброй Надежды[120];
  - В 1991 году в память о пребывании Христофора Колумба в 1476—1485 годах в Португалии[121], в память о достижениях португальских мореплавателей Средневековья[121];
  - в 1992 году в честь 500-летия открытия Колумбом Америки[121], в память об Хуане Родригесе Кабрильо — португальце, впервые достигшем побережья Калифорнии;
  - в 1993 году в честь 450-летия высадки португальцев в Японии[122];
  - в 1994 году в честь 500-летия со дня смерти в 1494 году короля Жуана II Совершенного[123];
  - в 1995 году в честь открытия Австралии португальцем Криштованом де Мендонсой[123];
  - в 1996 году в честь первой высадки португальцев на Тайване[124];
  - в 1997 году в честь португальского миссионера-иезуита и путешественника Бенто де Гоиша[124];
  - в 1998 году в честь португальского мореплавателя эпохи Великих географических открытий, впервые достигшего побережья Индии морским путём Васко да Гамы[125];
- В 2004 году в Великобритании тиражом в 501 экземпляр выпустили пьедфорт 5-фунтовой монеты весом около 3 тройских унций в честь 100-летия образования Антанты[126][127]. Впоследствии платиновые монеты в ознаменование тех или иных событий стали чеканить ежегодно мизерными тиражами[128][129]. С 2017 года королевский монетный двор Великобритании наладил выпуск инвестиционных монет весом в 1 унцию платины[130];
- Эстония в 2008 году выпустила платиновую монету в честь 90-летия Республики номиналом в 100 эстонских крон тиражом в 3000 экземпляров при содержании ¼ тройской унции[131][132];